# Paul Ince
Paul Emerson Carlyle Ince (Ilford, 21 de outubro de 1967) é um ex-futebolista e treinador de futebol inglês, com uma passagem de grande destaque pelo Manchester United.

## Carreira

### West Ham e Manchester United

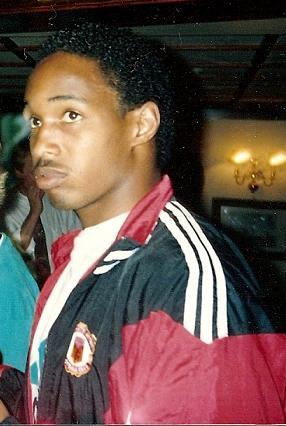
Paul Ince em 1991.

Revelado pelo West Ham United, Ince estreou profissionalmente em 1986, contra o Newcastle United.
Após cinco temporadas coms os Hammers, o volante é contratado pelo Manchester United por um milhão de libras, numa transferência que causou polêmica: ele havia sido fotografado vestindo uma camisa dos Red Devils, e a imagem foi publicada no tabloide Daily Express, rendendo manifestações de protesto da torcida do West Ham. A contratação só foi oficializada em setembro de 1989, quando Ince foi aprovado em um segundo exame médico. Ele disputou seu primeiro jogo como atleta do United na vitória por 5 a 1 sobre o Millwall. Sua temporada de estreia no clube de Old Trafford foi razoável, já que os Devils faturaram a Copa da Inglaterra (seu primeiro título como profissional). Em meados da década de 90, fez parte de um dos melhores times que o United produziu em sua história, juntamente com Peter Schmeichel, Steve Bruce, Denis Irwin, Andrey Kanchelskis, Brian McClair, Mark Hughes, Éric Cantona, entre outros. Em sete temporadas, Ince conquistou dez títulos com os Devils, onde jogou 206 partidas e marcou 25 gols (somando todas as competições, foram 281 jogos e 46 gols).

## Curta passagem pela Inter
Depois de sete temporadas vestindo a camisa do Manchester United, Ince é contratado pela Internazionale por sete milhões de libras.
Mesmo tendo jogado em praticamente todas as partidas e de ter tido uma ótima participação, Ince e seus companheiros conseguiram apenas classificar a Inter em 7º lugar no Campeonato Italiano. Na temporada seguinte (1996/97), melhorou ainda mais sua performance e ajudou a equipe a conquistar uma boa 3ª posição, além de ser vice-campeão da Copa da Uefa (atual Liga Europa). Porém, Paul tinha planos de regressar ao seu país após 2 anos na Bota. Na Internazionale, foram 73 partidas, com 13 gols marcados.

### Volta ao futebol inglês e polêmica com Le Saux
Sem contrato com a Inter, Ince voltou à Inglaterra em 1997 para defender o Liverpool, a pedido de seu filho Thomas. Os torcedores ficaram divididos com a contratação em decorrência de sua passagem pelo Manchester United. No começo de sua trajetória pelo time da terra dos Beatles, Paul envolveu-se em uma polêmica: na autobiografia publicada por Graeme Le Saux, que jogou a Copa de 1998 juntamente com Ince, o volante teria feito alguns insultos de cunho homofóbico na partida entre os Reds e o Chelsea, time de Le Saux, o que desencadeou uma briga entre ambos, mesmo que o ex-zagueiro não seja homossexual.
Fugindo das polêmicas com Le Saux, Ince fez parte do chamado "Spice Boys" - parte do elenco do Liverpool que tinha, além do volante, o irlandês Jason McAteer e os compatriotas Steve McManaman, Robbie Fowler e Jamie Redknapp - uma homenagem ao grupo feminino Spice Girls. Deixou o Liverpool em 1999, sem conquistar nenhum título.

### Middlesbrough
Aos 31 anos, Ince foi contratado pelo Middlesbrough, e mesmo sentindo o peso da idade, ainda mostrava que sabia jogar em alto nível. No entanto, ficou marcado pelo alto número de cartões amarelos que recebeu: em 3 temporadas, foram 30 punições contra o jogador.
Mesmo sem ter conquistado nada relevante, Ince saiu do Boro praticamente como um ídolo da torcida: foram 107 partidas e 9 gols marcados até 2002, quando foi liberado para atuar por outra equipe.após a chegada do novo treinador Steve McClaren.

### Volta à Segunda Divisão inglesa
Pela primeira vez desde a temporada 1989–90, quando atuou em um jogo pelo West Ham (que também fora seu último pelo clube), Ince disputaria a Football League First Division (a antiga segunda divisão inglesa)  pelo Wolverhampton Wanderers, que não disputava a Premier League havia 18 anos.
Aos 35 anos, juntou-se a Denis Irwin, seu ex-companheiro de equipe no Manchester United. Comandados por Dave Jones, que viu em ambos um fator importante de experiência para levar o clube de volta à Primeira Divisão, eles lideraram os Lobos rumo à promoção após 19 anos. Mas o sonho do clube durou apenas uma temporada, quando foi rebaixado à segunda divisão no ano seguinte. Como prêmio de consolação, Ince saiu de campo vitorioso contra seu clube do coração, o Manchester United, derrotado por 1 a 0.
Ince pretendia se aposentar no encerramento da temporada 2004–05, porém mudou de ideia e decidiu continuar jogando após a escolha de Glenn Hoddle como novo técnico dos Wolves. Em junho de 2005, renovou seu contrato com o Wolverhampton, mas foi atrapalhado por uma lesão na coxa, que o afastou dos gramados por 4 meses.
Quando a aposentadoria estava praticamente certa, Ince, aos 38 anos, anunciou que jogaria mais uma temporada pela equipe após uma conversa com seu amigo Teddy Sheringham. Com o fracasso de Hoddle no comando técnico do Wolverhampton, o volante ficou fora dos planos do novo técnico Mick McCarthy, deixando o clube após 115 partidas disputadas, com 10 gols marcados.

## Final de carreira como jogador e estreia como técnico
Em 2006, faz sua estreia treinador de uma equipe - no caso, o Swindon Town, da Terceira Divisão inglesa; rumores citavam uma possível ida ao Birmingham City ou ao West Bromwich Albion.
Exercendo a função de jogador-treinador, preferiu ficar mais no banco de reservas, orientando o time. Foram apenas três partidas como jogador, sem marcar nenhum gol. Um fator-chave para a vinda de Ince era a amizade de longa data com Dennis Wise, que atuara ao lado dele durante a década de 1990. Após a experiência de ser jogador e treinador ao mesmo tempo, a diretoria do Swindon resolveu rescindir o contrato de Ince por "consenso mútuo".
Em 23 de outubro de 2006, Ince foi confirmado como novo jogador-treinador do Macclesfield Town, em sucessão a Brian Horton. No entanto, ele era inelegível para jogar pelos Silkmen até janeiro, pois o Swindon Town ainda mantinha contrato com ele.
Ao assumir, encontrou o Macclesfield no fundo da tabela da League Two, sete pontos abaixo de seus rivais mais próximos. Com a situação desfavorável aos Silkmen, Paul, escolhido o "treinador do mês de dezembro" da League Two em dezembro de 2007, disputou sua última partida como jogador em maio de 2007, no empate em 1 a 1 com o Notts County, entrando no lugar de Alan Navarro. Depois de uma vitória por 3-0 sobre o Chester City, o Macclesfield conseguiu deixar a parte inferior da tabela na última rodada.

## Carreira como treinador em tempo integral
Com a carreira de atleta encerrada, Ince resolveu se aventurar apenas como treinador. Sua primeira equipe em "carreira-solo" foi o MK Donsref name="Ince unveiled as new MK Dons boss">«Ince unveiled as new MK Donsboss». BBC Sport. 25 de junho de 2007. Consultado em 25 de junho de 2007</ref>, cujo trabalho desenvolvido em um ano foi o suficiente para ser contratado pelo Blackburn Rovers, entrando para a história como o primeiro negro a comandar um clube da Premier League.
Mas os resultados foram pífios, e Ince foi demitido após apenas seis meses no cargo. Voltou ao MK Dons em 2009, saindo em abril. Hoje, ele é treinador do Notts County, última equipe que enfrentou como jogador. Ele ainda comandou o Blackpool na temporada 2013–14.
Em fevereiro de 2022, foi contratado pelo Reading, exercendo o comando técnico em parceria com Michael Gilkes.

## Carreira internacional
As boas prestações de Ince com a camisa do Manchester United renderam sua primeira convocação para a Seleção Inglesa, em 1992, em amistoso contra a Espanha. Esteve também na fracassada tentativa de classificar o English Team para a Copa de 1994.
Em 1993, tornou-se o primeiro negro a vestir a braçadeira de capitão na Seleção Inglesa em partida contra os EUA - David Platt (capitão) e Tony Adams (vice-capitão) estavam machucados.
Fez parte do elenco semifinalista da Eurocopa de 1996. A Inglaterra acabaria perdendo na disputa por pênaltis para a Alemanha (campeã do torneio). Disputou ainda a Copa de 1998, a única em sua carreira. Um dos destaques do meio de campo inglês, ficou marcado pelo pênalti perdido contra a Argentina - foi a segunda derrota consecutiva da Inglaterra em disputas de pênalti.
Em 2000, impressionado com o desempenho de Ince com a camisa do Middlesbrough, Kevin Keegan resolve dar uma nova chance ao experiente meia, que ficou na reserva na Eurocopa de 2000. Ao final da participação inglesa no torneio (caiu na primeira fase), Paul Ince despediu-se do English Team com 53 partidas e 2 gols marcados.

## Vida pessoal
Seu filho, Thomas Ince, segue também carreira futebolística: foi revelado pelo Liverpool em 2010, nunca tendo atuado profissionalmente pelos Reds, e chegou a ser comandado por seu pai no Notts County e no Blackpool. 
Ele também é tio da cantora Rochelle Humes e primo dos também jogadores Rohan e Clayton Ince, que integrou a seleção de Trinidad e Tobago na Copa de 2006.

## Títulos
Manchester United
- Premier League: 1992–93, 1993–94[22]
- Copa da Inglaterra: 1989–90, 1993–94
- Copa da Liga Inglesa: 1991–92
- Supercopa da Inglaterra: 1990, 1993, 1994
- Taça dos Clubes Vencedores de Taças: 1990–91
- Supercopa da UEFA: 1991